# Dunne vaalblauwe kaaszwam
De dunne vaalblauwe kaaszwam (Cyanosporus alni) is een schimmel uit de familie Polyporaceae. Hij groeit saprotroof op dode, al dan niet afgevallen, takken van loofbomen. Hij veroorzaakt bruinrot.

## Kenmerken

### Uiterlijke kenmerken
Hij heeft dunne, viltig behaarde hoedjes (lengte 1-4(5) cm lang, dikte 0,4-1 cm), meest met duidelijk vaalblauwe (en bruinige) tinten. Poriën, eerst rond, daarna hoekig, onregelmatig en gedeeltelijk gescheurd met de leeftijd zijn aanwezig met (4)5-6(7) per mm. De buisjes zijn 1 tot 6 mm lang. Hij heeft een aangename geur en bittere, zure smaak.

### Microscopische kenmerken
Deze kaaszwam heeft een monomitisch hyfensysteem. De generatieve hyfen zijn gekruld, regelmatig, inactief in Melzers reagens. De sporen zijn zeer nauw cilindrisch tot allantoïsch (worstvormig), glad, dunwandig, zwak amyloïde, acyanofiel en meten (4,1) 4,3-6(7) × 1-1,3 (1,5) µm; gemiddeld 5,05-1,20 µm, Q=3,79-4,45). Fungi of Temperate Europe geeft als Q-getal 4 tot 4,3. De basidia zijn knotsvormig, met 4 sterigmata en meten (10) 12-13,5 (16) × 3,3-4,2 (4,8) µm. Cystidia en andere steriele elementen ontbreken.

## Vergelijkbare soorten
Hij lijkt op de dikke vaalblauwe kaaszwam, maar deze heeft dikke, ruig behaarde hoedjes, die soms pas na druk of beschadiging een blauwige tint vertonen en wijdere gaatjes (2-4 poriën per mm).

## Ecologie
De dunne vaalblauwe kaaszwam is bekend van Acer, Alnus, Amelanchier, As, Betula, Carpinus, Carya, Corylus, Crataegus, Fagus, Populus, Prunus, Quercus en Ulmus.

## Verspreiding
De dunne vaalblauwe kaaszwam komt in Nederland vrij zeldzaam voor.